# Sepsis adjuncta
Sepsis adjuncta är en tvåvingeart som beskrevs av Enrico Adelelmo Brunetti 1910. Sepsis adjuncta ingår i släktet Sepsis och familjen svängflugor. Inga underarter finns listade i Catalogue of Life.